# 32-й отдельный артиллерийский дивизион особой мощности
32-й отдельный артиллерийский Берлинский орденов Суворова и Кутузова дивизион особой мощности резерва Главного Командования  — воинская часть   Вооружённых сил СССР во время Великой Отечественной войны.

## История

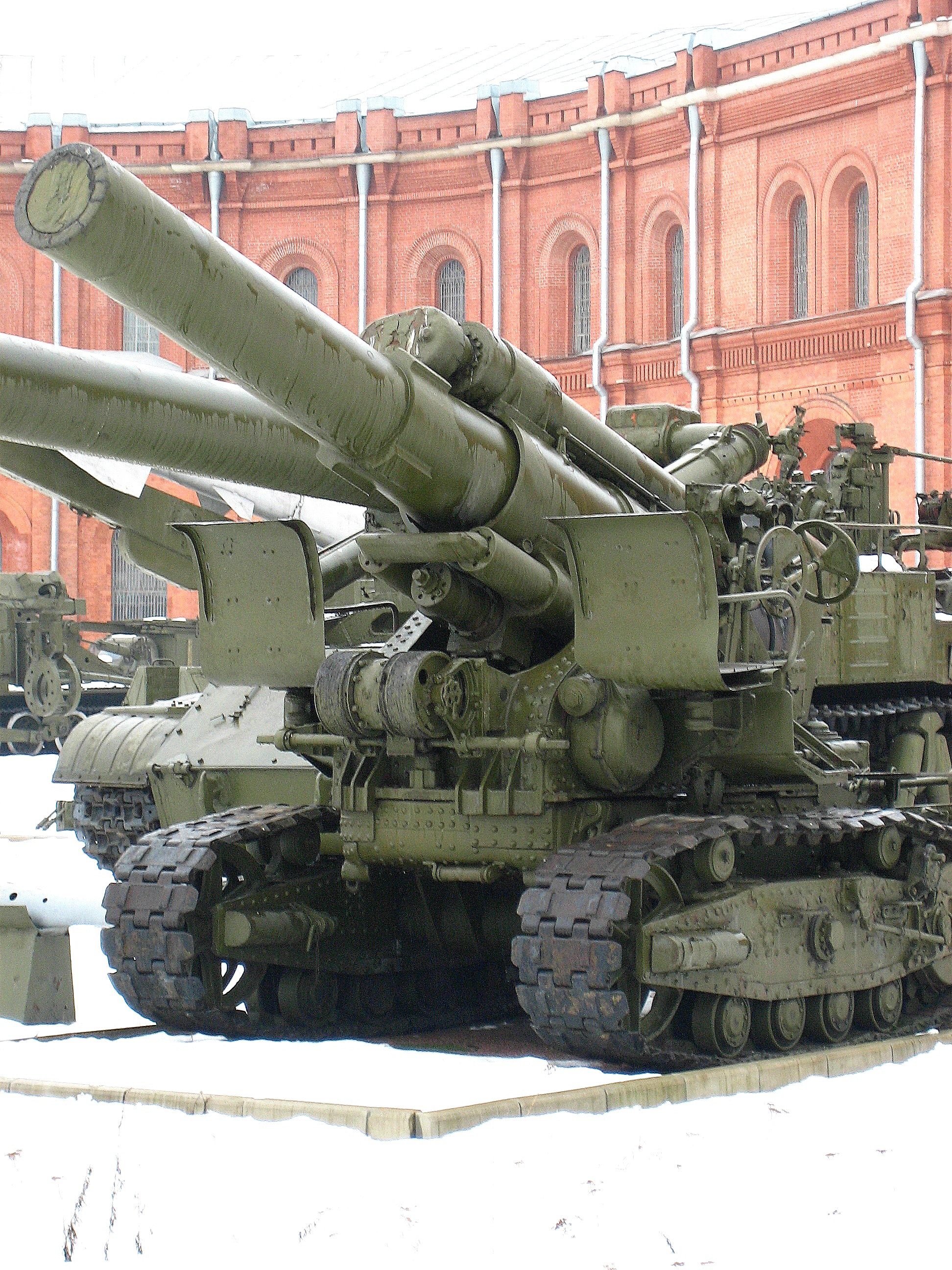
Мортира, стоявшая на вооружении дивизиона

В составе действующей армии с 22 июня 1941 по 27 июля 1941, с 15 мая 1944 по 9 мая 1945 и с 9 августа 1945 по 3 сентября 1945 года.
На вооружении дивизиона находились 6 280-миллиметровых мортир Бр-5, полученных дивизионом в первой половине 1941 года.
На 22 июня 1941 года дислоцировался в Минске.. С 25 июня по 28 августа 1941 года маршем эвакуируется в Ковров, за время марша потерял 15 человек личного состава, из них четырёх убитыми. Из Коврова дивизион убыл в Сарапул, куда прибыл 20 октября 1941 года и дислоцировался в селе Шевырялово и деревне Кирьяново Сарапульского района. Дивизион находился там до мая 1944 года. 3 мая 1944 года выехал на Ленинградский фронт, 9 мая 1944 года включён в контрбатарейный корпус фронта, с 15 мая 1944 года вышел на передовую, с 10 июня 1944 года начал боевую деятельность в ходе Выборгской операции. По окончании войны с Финляндией находился на Карельском перешейке. В последние дни ноября — декабре 1944 года был снят с позиций и отправлен на 1-й Белорусский фронт. Перед началом Висло-Одерской операции был подчинён командованию 8-й гвардейской армии, наступавшей с Магнушевского плацдарма. С 14 января 1945 года поддерживает 27-ю гвардейскую стрелковую дивизию, начавшую прорывать полосу обороны противника, наступая с плацдарма. После этого продвигался вместе с армией по территории Польши. В феврале 1945 года был передан в 5-ю ударную армию. С 6 марта 1945 года поддерживает войска 295-й стрелковой дивизии, которая в этот день приступила к штурму крепости Кюстрин. После окружения крепостью, дивизион поддерживает войска 32-го стрелкового корпуса в операции по расширению и объединению плацдармов 8-й гвардейской и 5-й ударной армий на левом берегу Одера и отбивает контрнаступление противника.
С 16 апреля 1945 года поддерживает войска 5-й ударной армии, наступающие на Зееловские высоты и в их дальнейшем наступлении на Берлин. 26 апреля 1945 года дивизион, своими более чем двухсоткилограммовыми снарядами, начал обстрел Рейхстага.
В июле 1945 года дивизион был переброшен на Дальний Восток. Дивизион был придан 5-й общевойсковой армии, перед которой стояла задача прорвать Пограничненский (Суйфыньхэсский) укреплённый район, возведённый на горных хребтах, а также Волынский укреплённый район. В ходе наступления дивизион подавляет Волынский узел сопротивления Пограничного района и тем самым обеспечивает наступление 72-го стрелкового корпуса  на 5-километровом участке р. Волынка. Затем войска армии продолжили наступление в направлении Муданьдзяна, а на дивизион была возложена задача ликвидации дотов на сопке «Северная» в районе станции Пограничной. Сопка господствовала над окружающей местностью и контролировала в этом радиусе все дороги, а также станцию и город Пограничная. Укрепления на сопке были хорошо оборудованы: по восточным скатам опоясаны колючей проволокой, по которой проходил ток высокого напряжения. За каждым рядом проволочного заграждения имелась траншея с открытыми пулемётными площадками, чередуясь с отдельными дзотами. Западные скаты сопки были недоступны для наступления ввиду обрывов и противотанковых эскарпов. Гарнизон состоял из 2-х батальонов японских войск, обеспеченным всем необходимым для долгой круговой обороны: электроэнергией, боеприпасами, водой, пищей. Дивизион разрушал укрепления и подавлял сопротивление японских войск, занявших оборону, в течение пяти дней, до вечера 15 августа 1945 года.. Там же дивизион и закончил боевые действия.

## Подчинение
| Дата                         | Фронт (округ)             | Армия             | Корпус (группа) | Примечания |
| ---------------------------- | ------------------------- | ----------------- | --------------- | ---------- |
| 22.06.1941 года              | Западный фронт            | -                 | -               | -          |
| 01.07.1941 года              | Западный фронт            | -                 | -               | -          |
| 10.07.1941 года              | Западный фронт            | -                 | -               | -          |
| 01.08.1941 года              | Резерв Ставки ВГК         | -                 | -               | -          |
| 01.09.1941 года              | Московский военный округ  | -                 | -               | -          |
| 01.10.1941 года              | Московский военный округ  | -                 | -               | -          |
| 01.11.1941 — 01.05.1944 года | Уральский военный округ   | -                 | -               | -          |
| 01.06.1944 года              | Ленинградский фронт       | -                 | -               | -          |
| 01.07.1944 года              | Ленинградский фронт       | 21-я армия        | -               | -          |
| 01.08.1944 года              | Ленинградский фронт       | 21-я армия        | -               | -          |
| 01.09.1944 года              | Ленинградский фронт       | 21-я армия        | -               | -          |
| 01.10.1944 года              | Ленинградский фронт       | 23-я армия        | -               | -          |
| 01.11.1944 года              | Ленинградский фронт       | -                 | -               | -          |
| 01.12.1944 года              | Ленинградский фронт       | -                 | -               | -          |
| 01.01.1945 года              | 1-й Белорусский фронт     | -                 | -               | -          |
| 01.02.1945 года              | 1-й Белорусский фронт     | -                 | -               | -          |
| 01.03.1945 года              | 1-й Белорусский фронт     | 5-я ударная армия | -               | -          |
| 01.04.1945 года              | 1-й Белорусский фронт     | 5-я ударная армия | -               | -          |
| 01.05.1945 года              | 1-й Белорусский фронт     | 5-я ударная армия | -               | -          |
| 01.08.1945 года              | Приморская группа войск   | 5-я армия         | -               | -          |
| 09.08.1945 года              | 1-й Дальневосточный фронт | 5-я армия         | -               | -          |
| 03.09.1945 года              | 1-й Дальневосточный фронт | -                 | -               | -          |

## Командование
- Командир — в 1941 году капитан, в 1945 году подполковник Скворцов.
- Военком — майор Лозовский [5]

## Награды и наименования
| Награда (наименование)             | Дата                                                               | За что получена |
| ---------------------------------- | ------------------------------------------------------------------ | --- |
| Почётное наименование «Берлинский» | Приказ Верховного Главнокомандующего СССР № 111 от 11.06.1945 года | |
| Орден Кутузова III степени         | Указ Президиума Верховного Совета СССР от 19 февраля 1945 года     | За образцовое выполнение заданий командования в боях с немецкими захватчиками при прорыве обороны немцев южнее Варшавы и проявленные при этом доблесть и мужество.             |
| Орден Суворова III степени         | Указ Президиума Верховного Совета СССР от 26 апреля 1945 года      | За образцовое выполнение заданий командования в боях с немецкими захватчиками при овладении городом и крепостью Кистжинь (Кюстрин) и проявленные при этом доблесть и мужество. |